# 麻布台ヒルズレジデンス
麻布台ヒルズレジデンスは、東京都港区麻布台一丁目にある超高層マンション、及び共同住宅である。虎ノ門・麻布台地区第一種市街地再開発事業として開発された麻布台ヒルズの一部。建物としての麻布台ヒルズレジデンスは「麻布台ヒルズレジデンスA」と「麻布台ヒルズレジデンスB」で構成されるが、森ビルはそれらに含めガーデンプラザにある「麻布台ヒルズガーデンプラザレジデンス」や森JPタワーにある「アマンレジデンス 東京」も含めて「麻布台ヒルズレジデンス」と総称している。
麻布台ヒルズレジデンスAは地上54階、地下5階、高さ237.20 m、総戸数約330戸の超高層タワーマンションを予定。設計は森ビル、施工は清水建設。
麻布台ヒルズレジデンスBは地上64階、地下5階、高さ262.82 m、総戸数約970戸の超高層タワーマンションを予定。設計は森ビルおよび日建設計・日建ハウジングシステム設計共同企業体、施工は三井住友建設が担当する。

## 施設構成

### 麻布台ヒルズレジデンスA/B
レジデンスAは地下に商業施設、1階 - 13階にホテル「ジャヌ東京」、14階 - 54階に住宅となる。
1階 - 13階に入る「ジャヌ東京」はアマンの姉妹ブランドである「ジャヌ」のホテル。
中央広場に面して約120室の客室が入り、付帯施設には、スパトリートメントやジムを備えた国内最大規模となる約3,500 m2のスパ、6つのレストラン、カフェやバーなどがある。
レジデンスAの販売開始は2024年春頃。
当初レジデンスBは他のビルと同じく2023年3月31日に竣工し、他のビルと同時に開業する予定であったが、2021年の段階で地下工事の設計を変更する必要が浮上したことにより、竣工予定日は2024年6月30日まで大幅にずれ込んだ。さらに、2023年になると、コンクリート部材の一部に不具合が認められたり、その不具合に不適切な補修が行われたりしたことが発覚した。そのため、竣工予定は再延期され、2025年8月末になる見込みとなった。これにより三井住友建設は2年連続の赤字決算となり、近藤重敏社長と君島章児会長がその責任を取る形で2024年4月1日付で退任した。
この事態を重く見た森ビルは、再開発組合に代わって施工者に工事を行わせ、完成の上で組合に建物を引き渡す「特定建築者」となった。

### アマンレジデンス 東京
アマンレジデンス 東京は、麻布台ヒルズ森JPタワーの54 - 64階にある、ラグジュアリーリゾートを手掛けるアマンリゾーツが初めて手がけた住居である。各戸に専用のエレベーターが直結し、居住者は54階と56階にあるラウンジやバー、専用シェフがサービスを提供するプライベートダイニング、25メートルのプールを併設するスパなどの専用施設を利用できる。最上階にあるペントハウス3戸のうち、2戸は価格が200億円以上といった報道も出ており、事実であればこれまで国内の分譲マンションの過去最高額とされてきた、表参道にある低層型物件の67億6000万円の記録を大幅に塗り替え、日本最高額の分譲住宅となる。なお、不動産関係者によると、最上階にある3戸のペントハウスのうち200億円の最高額の部屋を含む2戸が既に売約済みで、いずれも日本人が契約しているという。